# 1999 في البحرين
فيما يلي قوائم الأحداث التي وقعت خلال عام 1999 في البحرين.

## سياسة

### تعيين في المنصب
- 6 مارس – حمد بن عيسى بن سلمان آل خليفة ملك البحرين ‏.

### انتهاء فترة المنصب
- 6 مارس – عيسى بن سلمان آل خليفة ملك البحرين ‏.

## رياضة
- 1 يناير – كأس الأمير لكرة القدم 1999

## موسيقى

### ألبومات
من الألبومات التي صدرت هذه السنة في البحرين:
- 1 يناير – يا مجنون من غناء أصالة نصري.

## وفيات

### مارس
- 6 مارس – عيسى بن سلمان آل خليفة (مواليد 1933) أمير دولة البحرين سابقا.